# Municipio de Tequixquiac
El municipio de Tequixquiac es uno de los 125 municipios del Estado de México y uno de los 7 municipios que integran la Región Zumpango, se ubica al noreste de la ciudad de Toluca de Lerdo, la capital del estado y al norte de la Ciudad de México, la capital del país, en dirección hacia el norte del estado mexicano. Siendo un lugar de transición entre el Valle de México y La Cuenca de México la cual se encuentra en esta última zona, su cabecera municipal es el pueblo de Tequixquiac o Santiago Tequixquiac. El municipio de Tequixquiac limita al norte con el municipio de Apaxco, al sur con el municipio de Zumpango, al suroeste con el municipio de Huehuetoca, al este con el municipio de Hueypoxtla y al oeste con el municipio de Atotonilco de Tula, esté último dentro del estado de Hidalgo. El municipio ocupa una superficie territorial similar a Liechtenstein; en el municipio convive el espacio urbano y el espacio rural, el cual está conformado por zonas agrícolas y áreas naturales como el Cerro Mesa Ahumada.
Este municipio es uno de los más antiguos del estado de México y se fundó como tal, en el año de 1820 bajo decreto de la Constitución de Cádiz, al mismo tiempo que se llevaba a cabo el movimiento independentista de la Nueva España, fue segregado de la administración de San Juan Zitlaltepec, al que se anexó también los pueblos de Tlapanaloya, Coamilpan y Apaxco, los cuales pertenecían a la administración de Hueypoxtla; se integró a la municipalidad los terrenos de viejas haciendas coloniales y rancherías que fueron propiedad de descendientes de españoles y de tlaxcaltecas. Tequixquiac es un municipio mexiquense norteño que cuenta con su propia identidad histórica y cultural desde tiempos prehistóricos a la actualidad; se basa en los primeros hombres primitivos, en los pueblos originarios otomí y mexica y en el aporte de los pueblos ibéricos, formando una identidad cultural mestiza.
En el municipio se ha encontrado el Hueso sacro de Tequixquiac, una de las primeras piezas artísticas en América, el cual fue encontrado durante las excavaciones del Túnel de Tequixquiac al igual que algunos huesos de animales prehistóricos de gran tamaño. El municipio es también famoso por la desembocadura del Gran canal de desagüe de la Ciudad de México, obra de ingeniería civil que en su tiempo fue comparado con las grandes obras de saneamiento de las ciudades europeas. El municipio cuenta redes de infraestructura vial, ferroviaria, hidráulica y de saneamiento; así como redes de telecomunicaciones y transporte urbano en sus principales localidades.
Otro dato interesante, son los movimientos agrarios que se han suscitado en este lugar y que ha servido como ejemplo en la defensa de la tierra ejidal y comunal en el siglo XX. Debido a la fuerte resistencia de la población civil y los campesinos, por la defensa del campo y la naturaleza, el municipio tiene un bajo impacto de las actividades humanas por la negación de planes de desarrollo urbano municipal, rechazando la construcción de unidades habitacionales y zonas industriales, siendo un municipio ecológico que enfoca su economía hacia otros rubros como el turismo, la agricultura, la ganadería y la recuperación áreas verdes, mejorando la calidad de vida de los habitantes.

## Toponimia

Glifo de Tequixquiac.

El topónimo Tequixquiac proviene de la lengua náhuatl. Es un vocablo aglutinado que se compone de tres palabras: tequixqui(tl) > 'tequesquite' (carbonato de sosa), a(tl) > 'agua' y -c > partícula locativa. Por lo tanto se traduce como 'Lugar de aguas salitrosas o tequexquitosas'. En otomí se traduce como Nthehe (que significa Lugar de agua de Tequexquite, N = lugar, the = tequesquite, y dehe= agua).
El topónimo del municipio de Tequixquiac está constituido por el glifo estilizado de Tequixquiac que presenta el corte transversal de un apantli, del náhuatl "donde se estanca el agua", en el centro una cristalización amorfa representativa de tequixquitl; en la parte superior coronada por dos ondulaciones que presentan el atl, que quiere decir agua, ornamentadas con una perla y un caracol; esta toponimia aparece en la Matrícula de Tributos del Códice Mendocino.

## Símbolos

Bandera municipal de Tequixquiac.

Oficialmente el glifo topónimo del pueblo de Tequixquiac fue autorizado como escudo municipal, es el primer símbolo que adquiere el municipio, este fue estilizado y formalizado bajo los lineamientos del gobierno del estado (sin pigmentos y con líneas más definidas) para uso de membrete oficial y sello de todo documento remitido dentro de municipio, este glifo es llamado también el escudo municipal, el capítulo 3 del Bando municipal describe las características de dicho emblema, así como las sanciones de un mal uso.
El municipio de Tequixquiac, es la primera alcaldía del estado de México que adopta una bandera municipal de forma oficial como un símbolo más. El capítulo 3, fracción 10, aprueba a partir del 31 de enero de 2017, el uso oficial de la bandera municipal de Tequixquiac, la cual contempla las mismas dimensiones de la bandera nacional, el verde representa los campos de cultivo, el blanco la paz y tranquilidad, y el azul el agua y los manantiales; al centro se ubica el escudo municipal o glifo topónimo del municipio; es el segundo símbolo que adopta el municipio.

## Historia

### Prehistoria

Hueso sacro encontrado en Tequixquiac, se considera una obra de arte prehistórico.

Las condiciones geológicas del terreno de Tequixquiac, con sucesivas aportaciones de "tepetate", es decir material volcánico pulverizado que se asentó en suelos lacustres, dieron ocasión a que los restos fósiles de fauna cuaternaria se conservaran en buenas condiciones y que además, debido a la erosión fluvial, se encuentren a pocos decímetros de la superficie. Las exploraciones bajo rigurosos métodos de análisis darán a futuro un panorama más exacto de lo acontecido.
Tequixquiac es una zona rica en fauna fósil, por lo que muchas personas poseen muestras de ello en sus casas, actualmente hay un pequeño museo, abierto al público, al que se le ha llamado “Temoatzin”. Todos los animales prehistóricos tienen una antigüedad de menos de 40 000 años.
Los asentamientos más antiguos deben su origen, al igual que los demás asentamientos arcaicos del continente americano, a los descendientes de las azarosas travesías del Asia Oriental hacia América, durante la última glaciación cuaternaria, cuando el Estrecho de Behring se convirtió en tierra libre de agua por la disminución en los niveles de los océanos. Cabe especular que los primeros humanos que llegaron al actual territorio de Tequixquiac practicaban la caza de grandes mamíferos y la recolección de frutos. El Hueso Sacro de Tequixquiac, ha sido considerada como una pieza de arte prehistórico, esta fue hallada en la región, es una evidencia de los primeros pobladores de la cuenca del Valle de México. La falta de rigor y análisis en su descubrimiento ha dejado la duda sobre su verdadero origen.

### Época prehispánica

Yacimiento arqueológico de Los Mogotes, en el Cerro Mesa Ahumada.

Petroglifo hallado en el cerro Mesa Ahumada.

De 1850 a. C. a 1200 d. C. en la región donde se ubica Tequixquiac, formó parte de la producción de cal y la producción de piedra caliza para la construcción, tiempo del auge y de la ciudad de Teotihuacán, conjuntamente con otros asentamientos como Apaxco, Jilotzingo, Atotonilco, Hueypoxtla y Ajoloapan; ya que dicha actividad de extracción de canteras, piedras calizas y otros materiales pétreos se extendió hasta el apogeo y caída de la ciudad de Tollan-Xicocotitlan, debido a los ricos yacimientos.
Tequixquiac fue poblado principalmente durante la época de esplendor del periodo tolteca o el auge de Tollan Xicocotitlán. Los primeros pobladores indígenas de Tequixquiac, fueron los otomíes, un grupo étnico que dominó toda la región; con la expansión del territorio por parte de los tepanecas, posteriormente los mexicas se establecieron allí y fundaron diversos altépetl; entre ellos Ajacuba, Hueypoxtla, Tequixquiac y Tlapanaloya, dicha región fue parte de la Teotlalpan, la cual se encontraba al norte del Valle de México.
En el Cerro Mesa Ahumada hay vestigios arqueológicos, conocidos como Los Mogotes, eso comprueba la existencia de pobladores en el municipio, así como hallazgos de petroglifos en las faldas del cerro la Ahumada, donde se encuentran tallados elementos antropomorfos, zoomorfos y deidades que probablemente corresponden la cultura azteca. También hay vestigios arqueológicos en Tlapanaloya, ambas parecen corresponder a la cultura azteca, en el período del pos-clásico.
En 1168, se funda el altépetl de Tequixquiac, el cual contaba con aproximadamente 250 casas dispersas a lo largo y ancho de los lomeríos cercanos. El pueblo de Tequixquiac fue conquistado por los aztecas bajo el gobierno de Chimalpopoca y sus habitantes nativos fueron sometidos a pagar tributo en Hueypoxtla, una condición de sometimiento, por parte de los mexicas hacia los otomíes, que perduró hasta la llegada de los europeos a la región.

### Época colonial

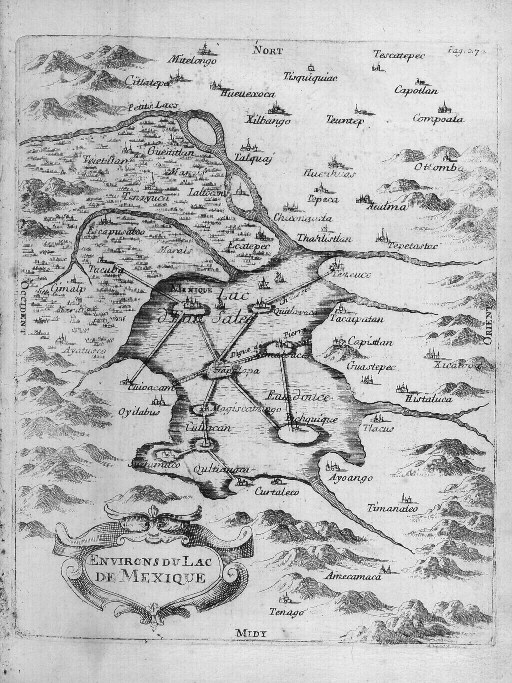
Pueblo de Tequixquiac dentro de las Encomiendas, mapa de la Nueva España, 1685.

Después de la caída de Tenochtitlán, Hernán Cortés repartió en Coyoacán las encomiendas pactadas a los acompañantes del conquistador, Martín López y Andrés de Nuñez les fueron cedidos los terrenos del pueblo de Tequixquiac en 1523. Los colonos europeos no pudieron colonizar de manera inmediata los terrenos de las encomiendas, hubo una fuerte hostilidad por parte de los indígenas otomíes en contra de los colonizadores; sin embargo, las enfermedades traídas por los españoles, como la viruela, fue reduciendo el número de indígenas en toda la región, lo que ayudó a establecer a numerosas familias ibéricas en haciendas y rancherías.[cita requerida]
Francisco López de Tlaltzintlale, fue un tlaxcalteca asignado como cacique del pueblo de Tequixquiac en el año de 1552, para congregar indígenas y despojarles de sus tierras, estas fueron repartidas a los españoles y portugueses mediante mercedes reales autorizadas por el virrey en curso, debido a existencia de ricos yacimientos de cal y canteras, muy utilizados en las grandes construcciones desde tiempos prehispánicos, así como la introducción de ganado.
El imperio español buscó justificar una intensa evangelización en la región, ya que sabía que esta era habitada por indígenas hostiles y numerosos cristianos nuevos, se inicia una gran misión evangelizadora por parte de los religiosos franciscanos y agustinos, logrado así, solo el establecimiento de una pequeña ermita cristiana que fue construida en 1569, y que estaba sujeta a localidades como San Mateo Hueycalco, San Sebastián Tlalachco y otros caseríos.
La evangelización española de Tequixquiac, inicia en 1590 con la construcción de la Parroquia de Santiago Apóstol, fundada por los franciscanos del ex-convento de Santiago Tlatelolco, bajo ordenanzas de Arzobispado de México, en el proceso de expansión de la evangelización de los indígenas que vivían al norte de la Ciudad de México.

### SigloXIX

Descarrilamiento del tren hacia Progreso de Obregón (1898).

El 29 de noviembre de 1820, se decreta el municipio de Tequixquiac, bajo la constitución de Cádiz, en pleno movimiento independentista; el evento se llevó a cabo en el interior del templo de Santiago Apóstol donde se asignó el primer cabildo que iba a ser comandado por españoles que veían peligrar sus privilegios del virreinato como las encomiendas, ante el avance del ejército insurgente hacia la Ciudad de México. Dentro de la municipalidad fueron incluidos los pueblos de San Francisco Apaxco y Tlapanaloya, con cabecera en Santiago Tequixquiac; así como las haciendas de San Sebastián, Montero, Acatlán, El Cenicero y La Esperanza.
Sin embargo, la municipalización de Tequixquiac no trajo grandes beneficios a la población, en 1824, con la creación del Estado de México, muchos hacendados y rancheros españoles fueron perseguidos a muerte por el odio genocida emitido por el gobernador Zavala, algunos emigraron al norte del país, otros hacia el Bajío y otros se quedaron en sus propiedades a pesar del creciente odio hacia los españoles y sus descendientes. La región decayó económicamente e incrementó la inseguridad en los caminos reales; la producción agrícola comenzó a disminuir y las enfermedades intensificaron; la producción de pulque, fue una fuerte económica que empezó a desarrollarse en el municipio.
El emperador Maximiliano I de México dio continuidad, autorización y exploración hacia las primeras obras de canalización y desagüe de las aguas servidas de la Ciudad de México; sin embargo, no duró mucho tiempo los primeros trabajos en Tequixquiac, debido al Movimiento Reformista y las pugnas entre liberales contra conservadores. Tequixquiac perteneció al partido de Tetepango, del corregimiento de Ajacuba en su inicio como alcaldía, después fue administrado el municipio dentro del Distrito de Tula, bajo el corregimiento de Guadalupe Atitalaquia; pero pocos años después, el partido de Zumpango exige la integración del municipalidad de Tequixquiac, al crearse el Distrito de Zumpango en 1827, con cabecera en la ciudad de Zumpango de Victoria.
En el año de 1848, se creó el Estado de Hidalgo por decreto oficial y comenzó la separación de los municipios de Huehuetoca, Zumpango, Tequixquiac y Hueypoxtla, los cuales se mantuvieron dentro del Estado de México, lo que llevó a cabo, el trazo y construcción de los linderos o límites estatales, así como un nuevo ordenamiento administrativo para la región norte del estado de México, creando distritos de riego y conexión de cabeceras municipales, a través de nuevos caminos vinculados al territorio estatal, conservando los viejos caminos reales que se conectaban con localidades del recién creado Estado de Hidalgo.
Durante el mandato del expresidente Porfirio Díaz, se reanudan los trabajos del gran canal de la Ciudad de México. Fue la segunda fase de construcción de la empresa británica Mexican Prospecting and Finance Co Ltd. y la Read & Campbell en 1867, los trabajadores británicos permanecieron en campamentos alrededor de la Hacienda de Acatlán, en El Tajo de Tequixquiac, su buena fama como mineros y cavadores de túneles a nivel mundial, les da la concesión y confianza por parte del gobierno de México.
El hueso “Sacro de Tequixquiac” fue hallado el 4 de febrero de 1870, a doce metros de profundidad, durante las obras de canalización del desagüe de la Ciudad de México; es un fósil considerado de valor científico e histórico.

### SigloXX

Parroquia de Santiago Apóstol en ruinas, después del movimiento revolucionario (1920).

Lumbrera 5 del Gran Canal.

En 1900, el expresidente de México, don Porfirio Díaz, inauguró el túnel del Tajo de Tequixquiac, elemento muy destacado del canal de desagüe de la Ciudad de México, importante obra hidráulica que se llevó a cabo durante su gobierno presidencial. Los habitantes del pueblo de Tequixquiac demandaban al gobierno de Porfirio Díaz más atención; solicitaban escuelas, dotación de agua, un panteón municipal y una presidencia municipal.
En 1910 estalló el movimiento revolucionario, sus habitantes se unieron a los zapatistas, quienes lucharon contra los hacendados y caciques de las localidades del municipio, fue una guerra que dejó hambre, pobreza y miseria porque el campo quedó abandonado; el templo de Santiago Apóstol se convirtió en un cuartel militar de los soldados del gobierno. En 1912, el presidente Francisco I. Madero visitó Tequixquiac para supervisar las obras del Túnel del Gran Canal.
Emiliano Zapata, de acuerdo al Plan de Ayala, mandó a Tequixquiac a una mujer llamada La Coronela, para que la hacienda de San Sebastián entregara las tierras a los primeros ejidatarios del pueblo. El 6 de enero de 1915, el gobierno del presidente Venustiano Carranza entrega legalmente 275 hectáreas a los campesinos de Tequixquiac, que eran propiedad de la Hacienda de San Sebastián.
En el año de 1917, Otilio Montaño, soldado muy cercano al general Emiliano Zapata, entregó las tierras de las haciendas a los comuneros y fueron divididas en varios ejidos. Ocurrieron diversos asesinatos hacia los líderes campesinos por la lucha de la propiedad de las tierras entre ejidatarios y los propietarios de la Hacienda de San Sebastián, en lo que alcaldes coludidos con los pequeños propietarios intentaban quitarle tierra a los ejidatarios; en 1926, Perfecto Gutiérrez Monroy defendió los ejidos de El Zopilote y los Almarcigos en 1926, lo que le costó la vida, finalmente el alcalde fue asesinado a pedradas por los campesinos para acabar con el problema.

### SigloXXI

Manifestación ciudadana contra el gobierno de Xóchitl Ramírez.

Los problemas agrarios del municipio, agudizaron a partir de año 2001 por la especulación del suelo ejidal, donde las autoridades del gobierno estatal buscaban sobornar a los ejidatarios del municipio de Tequixquiac sobre supuestos derechos de tenencia de la tierra, a través de una empresa privada con razón social, Wilk SA. La propuesta estatal era crear un plan de desarrollo urbano municipal, el cual generó corrupción por parte de los alcaldes del PAN y del PRI.
En 2009, ganó la primera alcaldesa de municipio, Xóchitl Ramírez Ramírez, oriunda del pueblo de Tlapanaloya. A pesar de que fue la primera mujer que gobernó la alcaldía, su gobierno fue en decadencia por la inseguridad pública, la violencia, los escándalos de corrupción, los problemas con los ejidatarios por la tenencia de la tierra y abusos de autoridad respaldados por el gobierno del estado y la diputación local.
En 2012 se hicieron consultas públicas y privadas para ver cuáles eran las posiciones y demandas de los habitantes del municipio, pero resultó ser un plan fraudulento, hecho por intereses de militantes y alcaldes del PRI y el PAN que afirmaban desconocer el territorio municipal y ser propietarios de tierras dentro de los ejidos de Santiago Tequixquiac, Santa María Apaxco y Tlapanaloya para asociarse con desarrolladoras de vivienda de interés social, con el fin de construir unidades inmobiliarias para generar un corredor urbano que uniera a los municipios de Huehuetoca o Zumpango, cuyas cabeceras habían sido declaradas ciudades del Bicentenario, por el gobierno del estado.
El día domingo 29 de noviembre de 2020, el honorable ayuntamiento de Tequixquiac celebró los doscientos años o el bicentenario de su fundación como municipio, bajo un sencillo homenaje que recordó la historia milenaria de la municipalidad, se guardó un minuto de silencio y tres salvas militares, por los fallecidos en Tequixquiac y en mundo por COVID-19.

## Geografía

Cerro Mesa Ahumada, Tequixquiac.

La ubicación del municipio es al norte del Estado de México, a 84 kilómetros al norte de la Ciudad de México y 120 kilómetros de la ciudad de Toluca y se localiza en las coordenadas geográficas extremas del meridiano de Greenwich latitud norte 19°51′23″ mínima, 19°57′28″ máxima, longitud oeste 99°3′30″ mínima, 99°13′35″ máxima.
Tequixquiac como zona orográfica comprende la transición del valle de México hacia el valle del Mezquital, la altitud máxima del municipio es de 2620 m s. n. m. y su cabecera municipal (Santiago Tequixquiac) se encuentra a 2340 m s. n. m. Tiene una superficie de aproximada de 96 km², que corresponden al 0.36 % de la superficie del estado.
El municipio limita al norte con Apaxco, al sur con Zumpango, al suroeste con Huehuetoca, al este con Hueypoxtla y al oeste con Atotonilco de Tula en el Estado de Hidalgo. Su cabecera municipal es Santiago Tequixquiac, que cuenta con 18 000 habitantes, el poblado de Tlapanaloya también pertenece al municipio, la Colonia Ejidal Wenceslao Labra (forma parte de una co-urbanización con el pueblo de San Juan Zitlaltepec) se ubica al extremo sur del territorio, también pertenecen al municipio la ranchería de La Heredad y las ex-haciendas de Montero y San Sebastián.

### Orografía
La orografía tequixquense está conformada por cerros de baja altura y pequeños lomeríos separados por arroyos o barrancas, sobresale una meseta de altura llamado Cerro Mesa Ahumada, los asentamientos humanos se encuentran al extremo oriente del Cerro Mesa Ahumada, que es una vertiente de la Sierra de Tepotzotlán y sobre los lomeríos al descender hacia el Valle del Mezquital de composición rocosa extrusiva del Cuaternario que se le conoce popularmente como tepetate; el valle o la vega se extiende al norte del municipio, es ocupado principalmente por matorrales y pastizales, está compuesto por un suelo de tipo Durisol, Vertisol y Phaeozem.

### Hidrografía

Río Salado en Tlapanaloya, Tequixquiac.

El municipio es atravesado por dos túneles provenientes del Gran Canal del desagüe del a Ciudad de México, ocupan los cauces de los ríos Grande y Xothe que confluyen en el río Salado de Hueypoxtla. El río Salado de Hueypoxtla nace en un manantial del municipio de Hueypoxtla y atraviesa el pueblo de Tlapanaloya; el río Grande crece en temporada de lluvias, ocupa la barranca de San José y se inicia en El Palo Grande; el río Xothé nace en la desembocadura del nuevo túnel en la lumbrera número 5.
Dentro del municipio existen cuatro embalses artificiales de agua como la presa de Dolores que almacena las aguas del canal del desagüe, la presa de El Bermejo que capta el agua de lluvia de los cerros circundantes, la presa de El Salto ubicada en el pueblo de Tlapanaloya, y la presa Xocoyol en la barranca de la Arena en los límites con Apaxco. El territorio cuenta con 28 arroyos intermitentes, los más grandes son La Pila, Treviño y El Salado, seis bordos, nueve pozos profundos con sus respectivos equipos de bombeo y once manantiales naturales.

## Política y gobierno

### División política

Comunidades de Tequixquiac.

Ejidos de Tequixquiac.

El municipio de Tequixquiac, en relación con el bando municipal se encuentra organizado administrativamente de la siguiente manera, conforme a la denominación territorial de áreas rurales dentro del estado:
I.- El municipio de Tequixquiac está dividido en dos pueblos:
1.- Santiago Tequixquiac, es la cabecera municipal y la localidad más poblada del municipio, a su vez está sub-dividido en cinco barrios: Centro, San Miguel, San Mateo, El Refugio y San José.
2.- Tlapanaloya, localidad conformada por las siguientes subdivisiones administrativas: Colonia ejidal "Francisco I. Madero", La Rinconada, Pajaritos, Agua Limpia, Romero, Monte Alto y La Plazuela (Centro).
II.- Dos colonias ejidales: 1) Colonia ejidal "Adolfo López Mateos", 2.- Colonia ejidal "General Wenceslao Labra".
III.- Una colonia agrícola y ganadera "La Esperanza".
IV:_ Tres ejidos, 1.- Santiago Tequixquiac, 2.- Tlapanaloya, 3.- Santa María.
V.- Dos rancherías: 1.- La Heredad, 2.- El Cenicero.

### Ayuntamiento

Palacio municipal de Tequixquiac.

Sintique Moreno Rodríguez, alcaldesa del municipio.

Tequixquiac se crea como municipio el 5 de junio de 1814, por decreto del gobierno provincial de México sobre la base de la Constitución de Cádiz emitido por los insurgentes, gracias al General Guadalupe Victoria, se crea esta municipalidad que todavía dependía de la Corona española; Tequixquiac fue uno primeros municipios del México independentista y su capital fue la Ciudad de México hasta el año de 1824.
El 2 de marzo de 1824 se crea el estado de México y Tequixquiac formó parte del mismo como uno de los primeros municipios que lo integraron, fueron expulsados algunos encomenderos españoles y los corregidores españoles a los que estaba sujeto territorialmente, Feliciano Vera fue el primer presidente municipal que se tiene registrado. Durante el siglo XIX los bandoleros aterraron a los pobladores por lo que se creó un Bando de policía y buen gobierno a partir de 1930, hubo alcaldes que a pocos días de su periodo fueron asesinados por los caciques, aquellos que vendían pulque y tenían bastas propiedades que pertenecieron a los españoles, además estos caciques se pronunciaban alcaldes por varios periodos. Durante la revolución hubo inestabilidad política en el municipio, hasta que fue elegido democrática-mente el primer alcalde, Román Gutiérrez gana la elección por voto efectivo dado solo a los varones mayores de edad, ya que debido al analfabetismo solo se colocaba la huella digital en la papeleta.
A partir de 1928 los periodos de gobierno fueron de dos años, Severo Vázquez fue el primer alcalde con este sistema y en 1946 se extendió a tres años de gobierno con posibilidades de reelección dejando pasar un trienio. Cada tres años se realizan elecciones democráticas en el mes de marzo para la elección de presidentes municipales o alcaldes. En Tequixquiac han gobernado los partidos más populares entre la sociedad tequixquense teniendo el mayor número de elecciones el PRI, siguiendo el PAN con tres candidaturas y el PRD con una candidatura. 
El 18 de agosto asume su mandato a la presidencia municipal Xóchitl Ramírez, la primera mujer que gobierna este municipio. La segunda mujer que gobierna el municipio es Sintique Mayte Moreno Rodríguez, su candidatura fue por partido político MORENA y gobierna desde el año 2025.

### Presidentes municipales
| Alcalde                         | Periodo   |
| ------------------------------- | --------- |
| José Rafael Pérez Martínez      | 2000-2003 |
| Gustavo Alonso Donís            | 2003-2006 |
| Enrique Martínez Astorga        | 2006-2009 |
| Xóchitl Ramírez Ramírez         | 2009-2012 |
| Juan Carlos González            | 2013-2015 |
| Salvador Raúl Vázquez Valencia  | 2015-2018 |
| Gilberto Ramírez Domínguez      | 2019-2021 |
| Luis Raúl Meneses García        | 2022-2024 |
| Sintique Mayté Moreno Rodríguez | 2025-2027 |

### Sistema electoral
Local:
- XX Distrito Electoral Local del Estado de México con cabecera en Zumpango de Ocampo.[31]

Federal:
- II Distrito Electoral Federal del Estado de México con cabecera en Teoloyucan.[32]

## Infraestructura

Trabajos de rehabilitación urbana del pueblo de Santiago Tequixquiac.

Transporte suburbano del municipio de Tequixquiac.

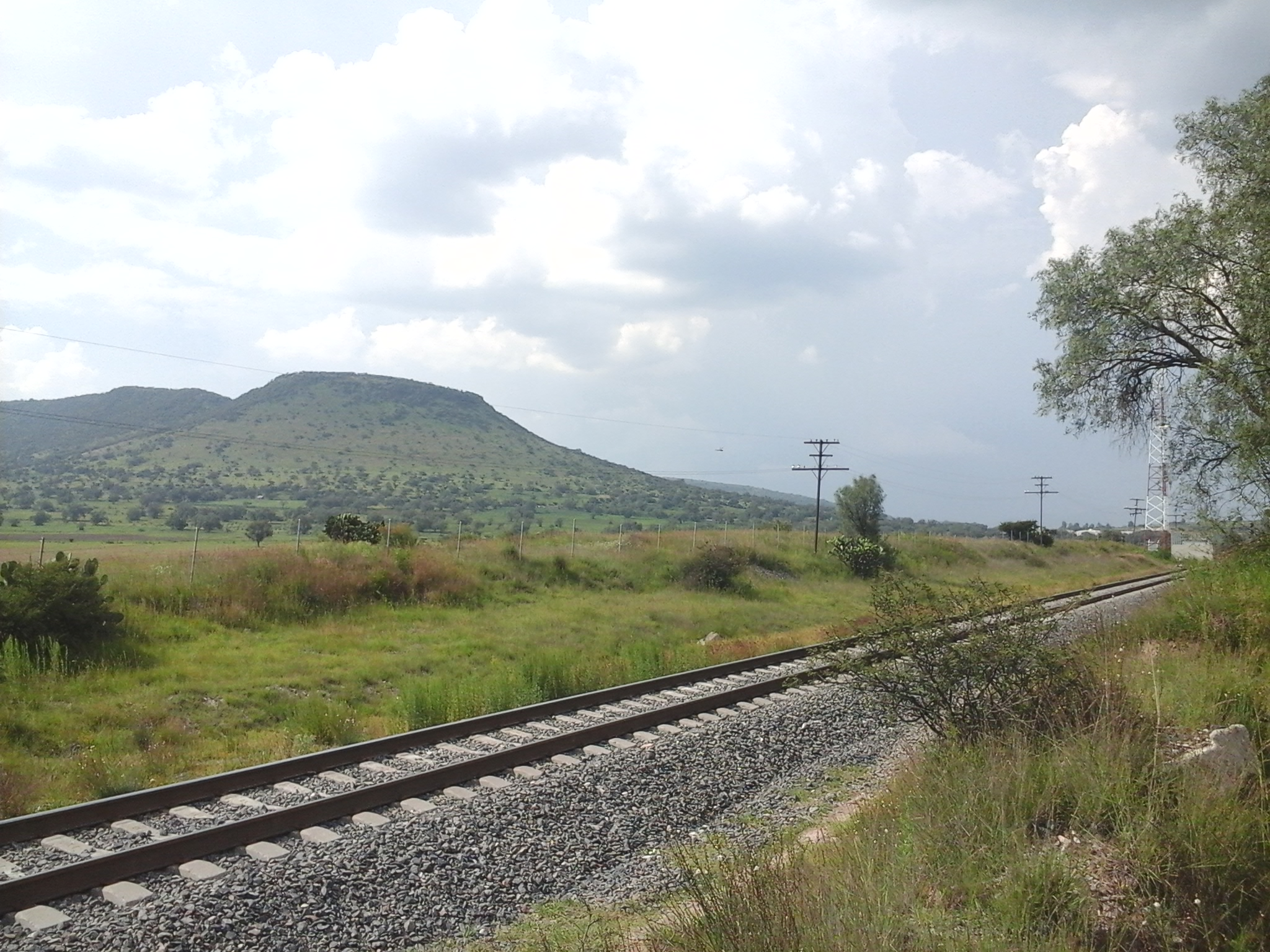
Línea férrea México-Laredo en Tequixquiac.

El municipio de Tequixquiac no cuenta con Plan Municipal de Desarrollo Urbano, pese a que la ley lo exige debido a que el municipio ya cuenta con 10 000 habitantes. Las causas son por una especulación empresarial inmobiliaria en el suelo tequixquense y la corrupción con los expresidentes municipales que buscaban sobornos con algunos ejidatarios, sin consentimiento de los habitantes.

### Equipamiento urbano
El municipio cuenta con tres escuelas de nivel medio superior, cuatro escuelas secundarias, ocho escuelas primarias, nueve jardines de infantes y cuatro guarderías maternales, cuatro centros de salud y dos hospitales privados, un supermercado, cuatro cementerios, ocho áreas deportivas, dos parques urbanos.

### Comunicaciones y transporte
El municipio cuenta con una vía estatal que cruza todo el municipio, carretera por donde transita transporte de carga pesada y autobuses foráneos. También cuenta con una red local de transporte por furgonetas o llamadas por los pobladores como combis; así también el municipio cuenta con servicio de taxis hasta las 11:00 p. m..
Existen tres Líneas de autobuses que tienen sus terminales en la Ciudad de México, que cubren las siguientes 4 rutas:
- Metro Indios Verdes-Apaxco (Autopista Mexiquense): operado por la Alianza Transportista de Zumpango A.C. (LUSA-AMZA-NEXT), conocidos popularmente por los "Elite"
- Metro Martín Carrera-Ixmiquilpan (Los Reyes Acozac, Tecamac de Felipe Villanueva): Operada por (LUSA-AMZA-NEXT), conocidos popularmente como los "LUSA"
- Metro Cuatro Caminos-Apaxco (Autopista Mexiquense): Operada por Autotrasportes de Melchor Ocampo (AMO, AMMOSA), conocidos popularmente como "Melchores"
- Metro Cuatro Caminos-Tlapanaloya (Cuautitlán, Melchor Ocampo): Igualmente operada por Autotransportes de Melchor Ocampo.

En cuanto a Ferrocarril, es de la Ciudad de México-Nuevo Laredo, debido a que es estratégico para llegar a los Límites de México a la Unión Americana, muchos migrantes principalmente Centroamericanos llegan a este lugar, por ende, los habitantes de este lugar le ofrecen alimentos, agua, ropa y hasta trabajo para su larga travesía por el fenómeno de la transmigración.
La construcción del libramiento de Santiago Tequixquiac, fue uno de los más sonados del gobierno de Xóchitl Ramírez, pues era un proyecto-compromiso del gobernador Enrique Peña Nieto y por lo tanto debía construirse, dicho ante asamblea de ejidatarios. El proyecto contempló un diseño de vialidad que librara la cabecera municipal, es un libramiento porque no atraviesa la zona urbana y su anchura tiene las dimensiones necesarias, utilizó parte del camino vecinal que estaba destinado para actividades agrícolas y ganaderas, eliminando la alta peligrosidad de tráfico pesado por no tener que pasar por carriles sin amplitud de tránsito, beneficio a terrenos de particulares así como convenios para la operación de libre tránsito. Sin embargo hizo de lado las necesidades de la comunidad agrícola, ya que representa grave peligro para los agricultores que aún circulan en volantas o en bicicletas.

## Economía
El municipio de Tequixquiac está considerado como un municipio eminentemente agrícola y comercial, esto se debe a que las actividades sobresalientes son del sector primario, es uno de los municipios mexiquenses con un nivel de marginación muy bajo, el 33 % de la población total vive en condiciones de pobreza. Tequixquiac es uno de los mayores productores de lácteos y sus derivados dentro del estado de México. En el municipio se cultiva maíz, alfalfa y nopal para el forraje del ganado vacuno y también es importante la comercialización de leche, quesos, yogur y jocoques.
Tequixquiac es cuna de grandes alarifes, un sector importante de la economía del municipio que mantiene a una mayoría de familias, derivada de los trabajadores del sector industrial, en el área de la construcción, también llamados refractaristas, varones que dan mantenimiento de obra industrial a los hornos de cementeras del país como del extranjero. Otro grupo importante son los obreros de la construcción, prestadores de servicios en la obras de construcción de las grandes ciudades del país.
El municipio depende económicamente de las contribuciones e impuestos que cobra a los ciudadanos (pagos prediales, servicios y trámites del Registro Civil), otros recursos financieros captados son los que destina la federación a través del gobierno del Estado de México y de SEDESOL. Parte de los recursos son utilizados a desarrollo social, sector agrícola y el resto a obras públicas. Se puede notar que el PIB (producto interno bruto) del municipio es muy bajo comparado con otras municipalidades mexiquenses; esto significa que este municipio gasta más recursos financieros de lo que produce; la captación de recursos no logra abatir el déficit de las demandas de sus habitantes. Aquí podemos ver que los gastos indirectos absorben bastantes recursos como el pago de nómina de sus servidores públicos, trabajadores, burócratas y sindicalizados por el gobierno del estado.

### Agricultura y ganadería

La agricultura en Tequixquiac.

El municipio de Tequixquiac está considerado como uno de más prósperos del Estado de México dentro de este sector, esto se debe a que las actividades sobresalientes sigue siendo la agricultura y la ganadería desde tiempos coloniales a la actualidad, existe el Ejido de los Insurgentes como una de zonas agrícolas más importantes del Valle de México, que se divide dentro del municipio en los ejidos de Santiago Tequixquiac, Tlapanaloya y Santa María Apaxco.
En tiempos coloniales se cultivaban viñedos y otras frutas como granada, higo, limón, durazno y ciruelos, debido a las características del clima que son similares a las de La Mancha, pero por el aumento de producción vitivinicultora en varias regiones cercanas, fue prohibida por el virreinato de la Nueva España para no superar la producción de España Peninsular. Actualmente se cultiva en el municipio el maíz, cebada, alfalfa, maguey, chile, nopal, calabaza, jitomate y cebolla, algunos productos del campo son para consumo humano y otros para forrajes del ganado.

### Comercio

Supermercado establecido en el municipio.

El comercio, es un sector económico de gran importancia por la derrama económica que deja al municipio, ya que da cabida a un gran número de personas dentro de diferentes ramas del mismo sector que se le conoce como PYMEs (Pequeña y mediana empresa). Las remesas de los obreros activa fuertemente al sector comercial en todos los rubros.
Tequixquiac cuenta con el tianguis, sistema tradicional de comercio que se desarrolla toda la semana en diferentes barrios y localidades. En el año 2005 llegó a la ciudad la primera tienda de autoservicio localizada en el centro y en 2010 el primer banco privado.

### Turismo

La Cucarachita, tren turístico que realiza tours por el municipio.

Recientemente, el municipio de Tequixquiac ha creado su secretaría de Turismo, debido a los importantes vestigios históricos y atractivos con los que se cuenta dentro del municipio, es una actividad económica de reciente formación, que ha dejado una importante derrama de dinero en restaurantes, hospedaje y comercio. El ayuntamiento ha organizado tres rutas turísticas, la primera ruta es Tequixquiac tradicional y Hornos de Cal, la segunda ruta es la visita de Haciendas de Tequixquiac y la tercera ruta es un paseo por el Cerro La Ahumada. En todos los tours se conocen los templos antiguos del periodo virreinal, los hornos de cal, los cascos de las haciendas y los vestigios prehispánicos como Los Mogotes, a lo que se incluye visita a pulquerías, viñedos, temazcales y lugares de interés gastronómico dentro del vagón que recuerda la época de los trenes de carga y pasajeros que cruzan por el municipio desde décadas antiguas.

## Demografía

### Dinámica de población
De los 39 489 habitantes del municipio en el año 2020, 20 160 son mujeres y 19 329 son hombres. Tequixquiac, en décadas pasadas del siglo XX, sufrió un despoblamiento y parte de su población migró a otros municipios del país y del extranjero, pero a partir del siglo XXI, ha comenzado a tener un aumento de población de tipo urbana-rural. Actualmente cuenta Tequixquiac con 31 786 habitantes empadronados que son originarios de este municipio, 13 597 personas provienen de otras entidades federativas, principalmente de la Ciudad de México y del estado de Hidalgo, también hay personas de otros estados como Veracruz, Jalisco, Zacatecas, Michoacán, Guerrero, Puebla, Oaxaca, Campeche, Chiapas, Sinaloa, Sonora y Coahuila.
| Gráfica de evolución demográfica de Municipio de Tequixquiac entre 1900 y 2020 |
|                                                                                |
| Fuente INEGI                                                                   |

### Localidades
El municipio de Tequixquiac cuenta con 15 localidades, 2 son urbanas y 13 son rurales; la siguiente tabla muestra los asentamientos humanos más importantes:
| Localidad               | Población | Categoría | Clave poblacional |
| Total del municipio     | 39 489    |           | 15096             |
| Santiago Tequixquiac    | 25 697    | Urbana    | 150960001         |
| Tlapanaloya             | 7479      | Urbana    | 150960008         |
| San Miguel              | 3340      | Rural     | 150960007         |
| Colonia Wenceslao Labra | 1894      | Rural     | 150960012         |
| Monte Alto              | 310       | Rural     | 150960016         |
| Palo Grande             | 277       | Rural     | 150960014         |
| El Crucero              | 153       | Rural     | 150960017         |
| La Heredad              | 108       | Rural     | 150960003         |

### Migración
Los primeros extranjeros que llegaron a estas tierras que eran habitadas por los pueblos originarios indígenas otomí y mexica, fueron los españoles y portugueses durante el periodo colonial de la Nueva España, de ellos hay evidencia de algunas de las familias más antiguas de este municipio, durante el siglo XIX, llegaron ingleses, venidos de Real del Monte y Pachuca para la construcción del Túnel profundo de Desagüe de la Ciudad de México y se establecieron en la exhacienda de Acatlán, del barrio de El Refugio, muy pocos se quedaron aquí; a principios del siglo XX llegaron extranjeros venidos de España e Italia debido a conflictos bélicos en Europa, y a finales del siglo XX llegaron extranjeros principalmente de países de América Central y América del Sur. Según datos oficiales del INEGI, publicados en el año 2010,
Debido al fenómeno migratorio ocurrido en este lugar, algunos ciudadanos nacidos en este municipio cuentan con la doble nacionalidad, la mayoría se han naturalizado en los Estados Unidos, pero también hay tequixquenses que adoptado otras nacionalidades como la española, canadiense, panameña, hondureña, venezolana y dominicana. La presencia extranjera es insignificante en este municipio, en comparación a otros municipios del país, en el año 2020 se registraron 40 extranjeros viviendo dentro del municipio como residentes legales, cuando en el año 2000 eran solo 13 extranjeros, los extranjeros viviendo en Tequixquiac son 0.1 % de la población total.
- 31 786 nacidos en el municipio.
- 12 597 nacidos en otras entidades federativas.
- 40 nacidos en otros países.

### Salud
En cuestiones sanitarias el municipio registra como principales causas de mortandad de la población las siguientes: COVID-19, diabetes mellitus, cáncer de mama, neumonía y paro cardíaco por hipertensión sanguínea. Lo obesidad es un problema por los malos hábitos alimenticios de la población mexicana y Tequixquiac no escapa a los problemas de obesidad mórbida y la obesidad infantil.
El municipio cuenta con cuatro centros de salud pública, están administrados por el ISEM y son clínicas donde se atienden a los beneficiarios de seguro popular, las clínicas son; San Mateo, San José, Colonia Ejidal Adolfo López Mateos y Tlapanaloya. Además el municipio cuenta con servicio privado de salud, cuya especialidad son los servicios ginecológicos y servicios pediátricos.

### Religión
| Religión en Tequixquiac | Religión en Tequixquiac | Religión en Tequixquiac | Religión en Tequixquiac | Religión en Tequixquiac |
| ----------------------- | ----------------------- | ----------------------- | ----------------------- | ----------------------- |
| Religión                | Religión                |                         | Porcentaje              | Porcentaje              |
| Catolicismo             | Catolicismo             |                         | 79 %                    | 79 %                    |
| Ateísmo+sin religión    | Ateísmo+sin religión    |                         | 12 %                    | 12 %                    |
| Protestantismo          | Protestantismo          |                         | 8 %                     | 8 %                     |
| Otras Creencias         | Otras Creencias         |                         | 1 %                     | 1 %                     |

Las creencias religiosas predominantes son el cristianismo católico contando con un 79 % de la población total del municipio en 2020, cuando en 1990 eran el 97 %, en el año 2000 eran 92 % y en el año 2010 eran 86 %, existen dos parroquias que pertenecen a la diócesis de Cuautitlán, así como una capilla en cada barrio, colonia o ranchería. La segunda convicción ideológica son las personas que no practican ninguna creencia religiosa o se consideran ateos, en 1990 eran el 1 %, en el año 2000 eran el 2 %, en el año 2010 eran la tercera ideología con el 4 % y en el año 2020 son el 12 % de la población total lo cual llama mucho la atención por el rápido crecimiento que ha tenido el ateísmo dentro de un municipio rural. La tercera comunidad religiosa son las comunidades protestantes de varias denominaciones como evangélicos, pentecostales, metodistas, mormones, bautistas, piedra angular, adventistas, anabaptistas y los testigos de Jehová, las comunidades más pequeñas son el judaísmo y las religiones populares como espiritualistas afro-antillanos o creencias prehispánicas. El cristianismo católico y las comunidades evangélicas han reducido su número de creyentes, mientras que el ateísmo aumenta cada vez más en el municipio.

### Lenguas
Históricamente las lenguas de Tequixquiac fueron el otomí, el náhuatl y el español, se puede comprobar por los manuscritos antiguos y cartas de la parroquia de Santiago Apóstol, así como por las toponimias dentro del municipio, en otomí existen Taxdho, Gumixa (B'omits'a), Vije (Mbixe), río Xothé (Gran Canal de Desagüe); o bien en náhuatl como, Tequixquiac, Tetlapanaloyan (Tlapanaloya), Tepetonco (exhacienda de San Sebastián), Xomeyuca (La Heredad), Acatlán (Barrio del Refugio), Hueycalco (Barrio de San Mateo), y en español por los nombres de los barrios y rancherías. Desde el periodo colonial hasta las dos primeras décadas del siglo XX se hablaron las tres lenguas.
La población nativa de Tequixquiac que hablaba alguna lengua indígena se extinguió en el año de 1972, era una mujer que vivió en el barrio de San José, falleció a los 84 años de edad, y su lengua materna era el otomí. Lamentablemente en Tequixquiac ya no existe un población indígena nativa que conserven su lengua; la población indígena que se ha registrado dentro del municipio en censo de población del año 2020, es insignificante en comparación con la población total que habla la lengua española, estas personas provienen de otros municipios del estado, de otras entidades federativas u otros países, el censo de población de 2020 registró hablantes de náhuatl, totonaco, otomí, mixteco, mazahua, tseltal y maya.

## Educación

Centro educativo, Xinachtli, educación privada infantil.

En el municipio hay instalaciones de todos los niveles de educación básica y media superior, siendo la escuela primaria Nicolás Bravo que ha destacado en los exámenes de nivelación académica [cita requerida] que también es compartido con la escuela Juan Fernández Albarrán, la secundaria Fray Servando Teresa de Mier (de Tlapanaloya) en materia de educación ecológica y ambientalista, así como el CBT Alfonso León de Garay.
El nivel de escolaridad es medio, con alta deserción en el nivel medio superior (preparatoria o bachillerato) pese a que dentro de las localidades municipales hay tres instituciones de nivel medio superior y programas de alfabetización para adultos. El 89 % de la población ha concluido el nivel básico educativo contando con una escuela en cada barrio o colonia sin tener déficit por aula.[cita requerida]
En cuanto a la preparación nivel profesional muchos jóvenes emigran para seguir continuando con sus estudios a las grandes ubres principalmente la Ciudad de México y su zona metropolitana, donde se encuentran las instituciones educativas de alta demanda como la UNAM, IPN, así como la UAM. en las que los egresados concluyen su carrera mayoritariamente en Medicina, Derecho, Arquitectura, Biología, Relaciones Exteriores, Contabilidad, Ingeniería Civil, en Petroquímica, en Alimentos, Administrador de Empresas[cita requerida] técnicos en computación y muy pocos estudian posgrados dentro y fuera del país. Con el fin de motivar la educación nivel superior se han implementado carreras técnicas como la enfermería, turismo, cultura de belleza todas las anteriores se estudian fuera del municipio y normalmente con alto coste tanto educacional y de transporte.

## Cultura y patrimonio

Parroquia de Santiago Apóstol en Tequixquiac.

Hornos de Cal en el Tajo de Tequixquiac del Barrio del Refugio.

Parroquia de la Asunción en Tlapanaloya.

Capilla del Calvario.

Hacienda La Esperanza,en Tlapanaloya.

Casa Grande, edificio colonial en Tlapanaloya.

La Casa de los Párrocos, en el centro.

### Arquitectura
En el municipio de Tequixquiac se ubican varios edificios coloniales que han sobrevivido a los cambios de la modernidad, la mayoría son edificios coloniales como es la parroquia de Santiago Apóstol en la cabecera municipal, la parroquia de La Asunción en el pueblo de Tlapanaloya, Los hornos de cal en el Tajo de Tequixquiac o Barrio de El Refugio, la capilla del Calvario en el centro, la exhacienda de San Sebastián, la exhacienda de La Esperanza en el pueblo de Tlapanaloya, los únicos edificios catalogados como monumentos históricos del municipio.
Existen otros edificios antiguos de arquitectura histórica, pero no están catalogados o registrados por ninguna dependencia de gobierno local o federal, estos son; el templo metodista El Mesías, la casa de los Padres o Párrocos, la escuela primaria Vicente Guerrero del Tajo, el puente del Gallo de San José, el panteón viejo de Tequixquiac, los cascos de haciendas coloniales, la casa grande y el puente de Tlapanaloya.
Se han construido edificios nuevos con una arquitectura más vanguardista, las casas de campo de personas que vivieron en la Ciudad de México y Zona Metropolitana, son otros ejemplos de arquitectura de nuestro tiempo en el municipio, fincas y ranchos son esos nuevos edificios que recuerdan la antigua arquitectura colonial, así como influencia de Estados Unidos en muchas viviendas de los nuevos habitantes.
- Parroquia de Santiago Apóstol

La iglesia de Santiago Tequixquiac pasó a ser parroquia en 1590 ya que antes era vicaría fundada por los frailes franciscanos. La construcción del templo fue realizada en diferentes etapas, el atrio parroquial era un gran espacio con una cruz atrial en el centro labrada de piedra, con símbolos indígenas y cristianos, en las cuatro esquinas sus capillas pozas y en el centro una capilla abierta con bellas columnas salomónicas y en la fachada dos jambas extraordinariamente labradas en piedra con manos indígenas (mexicanos y otomíes) quienes dejaron plasmada parte de su filosofía en esta. El templo estaba dedicado a Santiago Apóstol, debido a que algunas familias gallegas, leonesas y extremeñas se establecieron definitivamente en la región. La torre del templo de Santiago Apóstol es la construcción de mayor altura en el municipio, con una altura de 40 m aproximadamente.
La fiesta del Santo Patrono se celebra cada 25 de julio en honor a Santiago el Mayor, aunque también se celebra cada 26 de enero la fiesta del Señor de la Capilla.
- Palacio Municipal

El Palacio Municipal de Tequixquiac, es una edificio civil donde se encuentra la sede del gobierno municipal, fue construido a partir de 1942 por un fideicomiso del gobierno del estado. La importancia del edificio no solo destaca por su arquitectura neo-colonial también porque a partir de año 2013 resguarda murales que describen la historia de este municipio, así también se encuentra en exhibición una memoria fotográfica de los alcaldes.
- Hornos de cal y Chimenea

Para la obra del túnel, el Ministerio de Fomento de la República, instaló dos fábricas de ladrillos y una de cal en 1866, la primera producía 60 mil ladrillos por semana y la segunda 30 carreteadas, material que la obra del desagüe consumía en su totalidad.
El horno de cal, aunque no funciona actualmente, continúa en perfectas condiciones destacando su gran chimenea de ladrillo que se ha convertido en un hito perfectamente identificado por los habitantes.
- Parroquia de la Asunción

La Parroquia de la Asunción en Tlapanaloya, fue una construcción religiosa bajo la encomienda de Hueypoxtla iniciando su construcción en 1762. Tiene una fachada sencilla de dos cuerpos con dos columnas de orden toscano adosadas al muro formando cuatro calzadas ornadas con seis rosetones., el portal es un arco de medio punto con un cordón de la orden de San Francisco de Asís, siendo los franciscanos quienes llevaron a cabo la construcción del templo. En su interior se encuentran tres retablos policromados y estofados con frescos barrocos pintados durante el periodo colonial.
El templo de una nave de cañón construida durante el siglo XVI, un coro sobre el portal de la entrada y cuatro arcos torales que distribuyen la carca de la bóveda. La cúpula ortogonal descansando sobre un cimborrio con ocho ojos de buey o lucernarios de arte mudéjar.
El ábside es un cuerpo de la bóveda con un retablo de cedro estofado, en el altar se encuentra un gran retablo policromado en oro de seis cuerpos y al centro en la parte superior está la imagen de la virgen de la Asunción; patrona del pueblo de Tlapanaloya.
- Ex-Hacienda de San Sebastián

Construcción civil que ha sobrevivido al paso del tiempo y que ha tenido severas modificaciones en su forma y estructura original, actualmente es un establecimiento industrial que produce leche de la más alta calidad. Tiene un gran acceso de seis arcos y fuertes muros de piedra en dos niveles, en este recinto destacan los jardines y dos palmas que rematan con la fachada.
- Capilla del Calvario

La capilla del Calvario fue construida a partir del año 1796 para la evangelización de los indígenas de la zona, esta capilla de indios fue construida para reagrupar a los nativos e iniciar la catequesis de sus hijos, así como la incorporación de ellos a las actividades religiosas del pueblo de Santiago. Tiene una fachada sencilla con un gran arco de medio punto labrado en cantera y dos torres en cada extremo, tiene también elementos ornamentales de la orden de los franciscanos con dos jambas de cantera que soportan el arco.
Está construido en una sola bóveda de cañón con pequeños contrafuertes hasta rematar en el altar, está construida una sacristía y una pieza o dormitorio para el catequista. Al frente, se encuentra un jardín dividido por el acceso principal.
- Ex-Hacienda de La Esperanza

Construcción civil ubicada en Tlapanaloya que ha sobrevivido al paso del tiempo y que ha tenido severas modificaciones en su forma y estructura original, actualmente es un establecimiento industrial que produce leche de la más alta calidad. En este recinto destacan las caballerizas y sus torres.

### Danza

Contradanza de las Varas, Patrimonio Cultural del Estado de México.

La Contradanza de las varas es un baile que proviene de la región española de Asturias y Galicia, es un baile tradicional que les fue enseñado a los varones nacidos en Tequixquiac y se bailaba el 25 de julio desde año 1652 cuando se fundó dicha mayordomía, años más tarde incorporaron indígenas nacidos es este pueblo durante los festejos del Señor de la Capilla y posteriormente durante los festejos de la Virgen de Guadalupe. El traje se confecciona con pantalón y camisa blanca, dos bandas cruzadas de terciopelo, un penacho de plumas que lleva tres rosas de papel china y listones de colores, se usan dos varas de rosa de Castilla forradas de listón.
Dentro de la danza folclórica ha habido una difusión de su demostración y enseñanza en este municipio, la profesora Oralia Rodríguez Navarro fue una de las iniciadoras de eventos culturales a foro abierto para amenizar las fiestas patrias; en Tlapanaloya fue la profesora María Luisa Sánchez Carmen. Santiago Tequixquiac ha dado importantes bailarines del folclore mexicano que han cursado dentro del "Ballet Folklórico Quetzalli", existen otros grupos como "Yetel Zayani" que ha realizado muestras de folclore mexicano en Estados Unidos, Centroamérica y Sudamérica. El "Ballet Folklórico de Antonio Martínez". el "Ballet Tlalli Xomulli" y la "Academia de Danza Folklórica Lolbé" son nuevas compañías de danza folclórica mexicana con notable participación en el país y en el extranjero.

### Escultura

Imagen de Santiago Apóstol durante la fiesta del jubileo celebrada el 25 de julio.

La imagen del Señor de Capilla es una escultura venerada en Tequixquiac, es un símbolo de gran valor para los tequixquenses.
La escultura, es otra de las artes que destacan en el municipio de Tequixquiac. La Chimenea, es hoy en día un elemento escultórico que formó parte de un conjunto arquitectónico industrial de elaboración de cal, La Chimenea es un hito que se ha convertido en elemento escultórico que representa al Tajo de Tequixquiac y Barrio del Refugio, su construcción semeja a las chimeneas de las haciendas mineras de Real del Monte, debido a que fue construido y financiado por ingleses contratados por el gobierno de Porfirio Díaz.

### Literatura

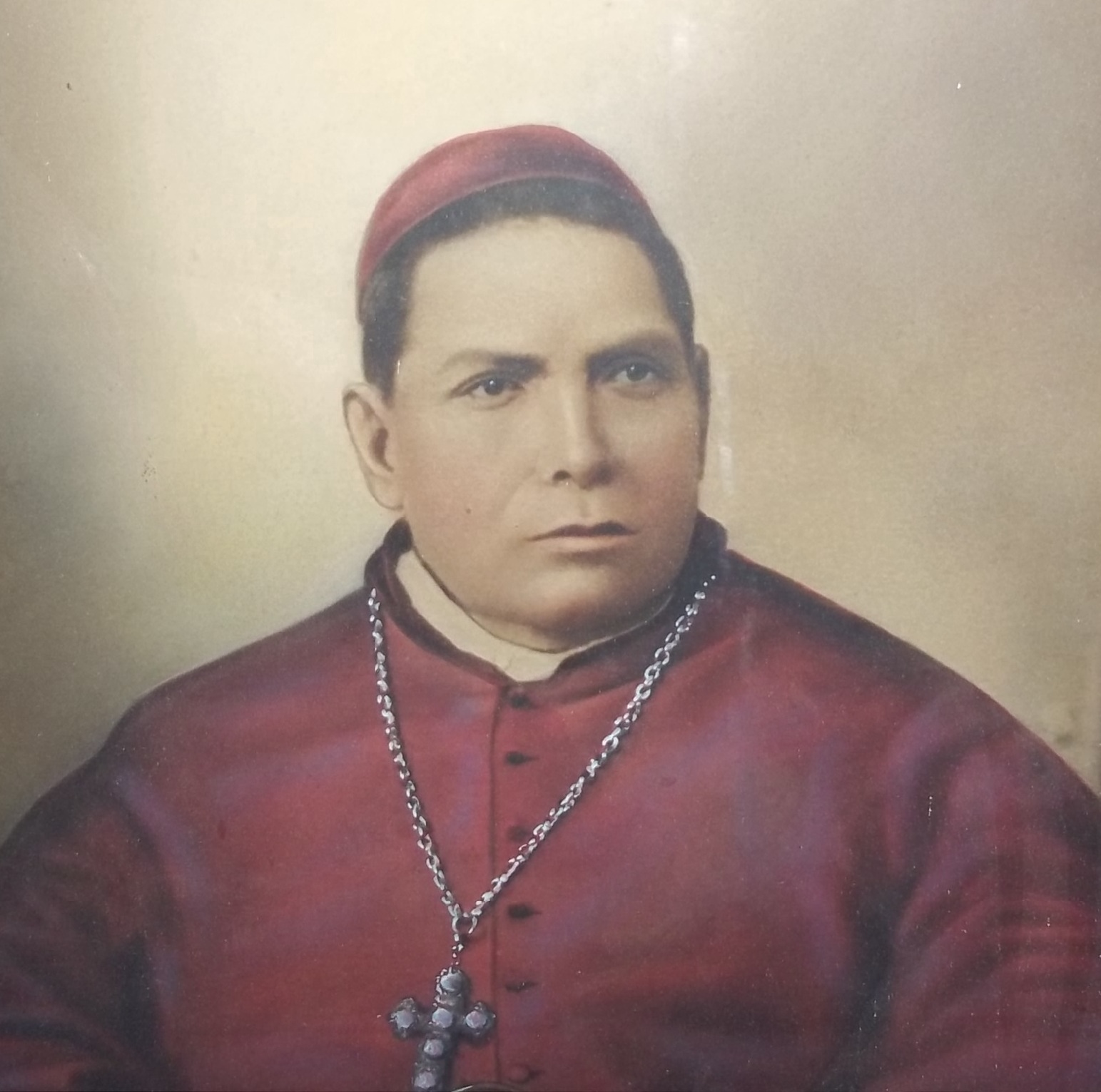
Fortino Hipólito Vera y Talonia, primer escritor nacido en Tequixquiac.

Fortino Hipólito Vera y Talonia fue el primer escritor e historiador del municipio durante el siglo XIX. Ya siendo obispo de Cuernavaca, entre sus escritos se cuentan recopilaciones sobre las apariciones de la virgen del Tepeyac en la que destacan: Tesoro Guadalupano. Noticia de los libros, documentos, inscripciones &c. que tratan, mencionan ó aluden á la Aparición y devoción de Nuestra Señora de Guadalupe (1889).
Las Loas, son un cúmulo de versos, cantos y oratoria dedicados al cristo del Señor de la Capilla y al cristo el Señor de la Agonía el Viernes Santo y sábado santo de la Semana Mayor, al interior de la parroquia, Las Loas son recopilaciones del periodo virreinal que lograron subsistir hasta nuestros días. La primera novela que habla sobre pasajes en el pueblo de Tequixquiac es Los frutos de Tierra Santa, novela histórica escrita por Manuel Rodríguez Villegas. En la poesía y lírica se tienen los poemas de Ricardo Peláez y Luis Miranda.

### Gastronomía
Entre los diversos platillos tradicionales destacan los tamales de frijol, los tamales de rajas, verdes, de mole y de dulce; también se cocina tlacoyos, pambazos, sopes, enchiladas verdes, tacos dorados, tostadas, chilaquiles, barbacoa en salsa verde, chicharrón de cerdo en salsa roja o verde, nopales en vinagre, la fritanga (caldo de tripas de pollo), el taco placero hecho de nopales, jitomate, cebolla y carne en picadillo, entre otros.
Los platillos fuertes son las barbacoas de cordero o cerdo, arroz con mole y pierna de pavo o pollo, nopalitos, puchero de res o de pollo, carnitas de cerdo con cueritos, (estos platillos suelen elaborarse en fiestas). Entre los dulces y postres tenemos las natillas, arroz con leche, emparedado de nieve, buñuelos, pastel de maíz, gorditas de maíz y una gran variedad de panes que aún se elaboran en la tradicional Panificadora "La Guadalupana".
Entre las bebidas tenemos al pulque, las aguas de frutas, el agua de chía, los atoles, el consumo de mezcal o tequila.

#### Galería

Mole, carnitas, arroz colorado con nopales.
Los tamales de fríjol.
El pambazo de Tequixquiac.
Gorditas y papas con nopales.
Conejo asado.
Tejocotes en dulce.
Curado de pulque.

### Música
Los grupos musicales reconocidos a nivel internacional de este municipio son Los Bybys y el Internacional Mariachi San Juan, la gran mayoría de sus integrantes eran de esta localidad. Estos grupos musicales ha tenido presentaciones en muchas ciudades del país, así también, en los Estados Unidos, Argentina, Paraguay, Perú, Bolivia y España.

### Pintura

Retablos de la parroquia de Santiago Apóstol que se encuentran en resguardo.

Como antecedentes tenemos el arte pictórico en rocas y cuevas como vestigios de expresión en la región desde el periodo prehistórico y durante la influencia mexicana de los pueblos conquistados en la región Tepaneca. Entre los documentos históricos, los frailes franciscanos se dieron cuenta de la expresión pictográfica y escultórica de los lugareños, los tlacuilos eran historiadores y pintores a la vez, estos artistas dieron el origen del arte pictórico y escultórico de Santiago Tequixquiac y Tlapanaloya.
Tequixquiac obras de arte pictórico del periodo colonial español de gran calidad estilística, los retablos y frescos del templo de Santiago Apóstol afirman la importancia cultural que tuvo la parroquia en diversos periodos históricos del país, la expresión pictográfica en las representaciones religiosas tuvo su máximo esplendor; la imagen de Cristo siempre ha sobresalido en los retablos, pero existen otras pinturas con imágenes de pasajes bíblicos o de santos, el arte pictórico colonial de Tequixquiac es una importante colección de pinturas que están completamente custodiadas y registradas para su conservación, las cuales no son visibles a todo público en general solo pueden ser mostradas por custodios a investigadores quienes también asumen la responsabilidad de su cuidado al entrar en contacto con esa riqueza patrimonial.
El paisajismo fue otra corrientes pictórica muy destacada en el siglo XIX, cuando surge la fotografía el paisajismo entró en decadencia, existen algunas pinturas paisajistas que han pintado los propios tequixquenses y que las conservan en sus viviendas, a partir de que DIF comenzó a operar administrativamente, la pintura y la escultura fue una enseñanza para la población.
En cuanto a la pintura mural, la Escuela Secundaria Profesor Heriberto Enríquez N.º 51, tiene entre sus muros pintura mural que representa las etapas de la historia de Tequixquiac, también están los símbolos del municipio; también hay un mural alusivo a Heriberto Enríquez y al Estado de México, así como a la educación técnica.
Las nuevas generaciones de Tequixquiac, siguen expresando plásticamente sus ideas a través de la pintura. La Casa de Cultura es el recinto donde actualmente se enseña pintura.

### Teatro

Representación del Viacrucis, durante la Semana Santa.

Sin duda, la pastorela es la tradición más antigua de arte dramático que a la fecha se sigue presentando en el mes de diciembre. Otra de las representaciones teatrales populares son la representación de viacrucis que año con año se lleva a cabo en algún barrio y pasando por algunas calles del pueblo para terminar en la Parroquia de Santiago Apóstol donde se lleva a cabo la crucifixión.
Presentación de la Obra La Agonía de la Tierra en 1990 dirigida por la profesora Marta Peláez Talonia. La obra fue pionera en infundir valores ecológicos entre la población infantil y adulta del municipio, los cuales han prevalecido hoy en nuestros días entre la gente hacia un respeto por el campo y la naturaleza.

### Calendario de festejos
| Fecha                               | Festividad                                           |
| ----------------------------------- | ---------------------------------------------------- |
| 1 de enero                          | Año nuevo                                            |
| 6 de enero                          | Reyes Magos                                          |
| 2 de febrero                        | La Candelaria                                        |
| Enero - febrero                     | Fiesta del Señor de la Capilla                       |
| Semana santa                        | Viernes Santo                                        |
| Semana santa                        | Domingo de pascua                                    |
| 1 de mayo                           | Día del trabajo                                      |
| Mayo - junio                        | Día de las mulas                                     |
| 5 de junio                          | Día del municipio de Tequixquiac                     |
| 25 de julio                         | Día de Santiago Apóstol                              |
| 15 de agosto                        | Feria de Tlapanaloya Día de la Virgen de la Asunción |
| 15 de septiembre y 16 de septiembre | Fiestas Patrias                                      |
| 1 de noviembre y 2 de noviembre     | Día de Muertos                                       |
| 20 de noviembre                     | Día de la Revolución Mexicana                        |
| 12 de noviembre                     | Día de la fundación de Tequixquiac                   |
| 12 de diciembre                     | Día de la Virgen de Guadalupe                        |
| 24 de diciembre y 25 de diciembre   | Festividades navideñas                               |

### Festivales
En los meses de octubre y noviembre se realizan en el municipio, importantes festivales culturales y artísticos cada año, es el mes en el numerosos artistas nacionales y extranjeros se presentan de forma gratuita, dándole al municipio un espacio abierto para el turismo y las manifestaciones culturales en el norte del estado de México. 

Danza folklórica en Tequixquiac.

En el mes de noviembre, desde el año 2015, se realiza el Festival de Arte, Cultura y Tradiciones del Pueblo, celebrado en Santiago Tequixquiac, es un importante espacio cultural en el que los bailarines de distintas regiones del país exponen y confrontan sus diferentes formas de expresión dancistíca dentro del folklore y la danza contemporánea. Es un evento anual que inicia con un desfile de trajes regionales por las principales calles del pueblo y culmina con la presentación de las distintas agrupaciones invitadas.
Entre las instituciones participantes, están:
- Ballet Folklórico de Antonio Martínez
- H. Ayuntamiento de Tequixquiac
- Consejo Nacional para la Cultura y las Artes, a través de la Dirección General de Vinculación Cultural Municipal.
- así como compañías nacionales de teatro, música y danza.

El 22 de noviembre de 2011 se llevó a cabo el Festival Musical en honor a Santa Cecilia, en un evento de exposición de instrumentos musicales, venta de instrumentos musicales, documentos, accesorios y fotografías de músicos de Tequixquiac y de músicos de otras regiones del país.

## Deporte

En Tequixquiac se practica la charrería, el deporte nacional de México.

Los forcados, deporte de origen portugués practicado en Tequixquiac.

El municipio cuenta con instalaciones deportivas donde se practica la charrería, el fútbol, el fútbol rápido, béisbol, basquetbol, frontenis, ciclismo de montaña, la natación o taekwondo; así también cuenta con gimnasios privados y una escuela de natación (Pixan kay) técnicamente existen unidades "deportivas".
También se cuenta con casa de cultura donde se practica el taekwondo a nivel profesional. El ciclismo de montaña es un deporte que recientemente ha tenido popularidad entre los jóvenes, su práctica se da porque el municipio cuenta con áreas naturales a campo abierto así como un sinnúmero de senderos y caminos rurales. El ciclismo de montaña ha dado deportistas tequixquenses profesionales que participan en competiciones internacionales.
El Atletismo en Tequixquiac.
Cabe mencionar que en el municipio de Tequixquiac, el atletismo ha tomado una fecha tradicional, en la celebración de la feria patronal del día 25 de julio para la realización de una carrera atlética de montaña del circuito “solo para salvajes”. Bajo el nombre del “ trail de la ahumada “con una longitud de 15 km de trayecto. En circuito, con salida a 2260 m s. n. m., al inicio asfalto después terracería con ascenso suave, máxima altura en la meseta 2520 m s. n. m., carrera ideal para quien inicia en estos eventos de montaña, disfrutando un panorama en la cima de tres municipios aledaños, en la cual la convocatoria se abre a todo atleta nacional y extranjero, fomentando la motivación del deporte entre los tequixquienses.
Tequixquiac es un municipio donde la charrería había decaído pese a que su práctica se remonta en este lugar desde periodos coloniales, los nuevos programas educativos buscan promover el deporte y la convivencia familiar en niños y jóvenes del municipio; algunos tequixquenses preocupados por recuperar los valores y las tradiciones del pueblo tequixquense ha logrado fundar una escuela de charros, jinetes y regoneadores llamada "Real del Tequexquite", al momento no participan en campeonatos nacionales pero dentro de poco tiempo proyectan tener grandes deportistas de la charrería. En Tlapanaloya existe una mayor tradición por la charrería que en la cabecera, los charros tlapanaloyenses son los más antiguos en el municipio.
En Barrio de San Mateo, existen evidencias en que anteriormente se jugaba frontón por ingenieros que construyeron parte del Túnel de Tequixquiac y sus lumbreras, dicha Zona se le conoce como el frontón precisamente. Hoy en día el frontenis es practicado en el Deportivo 11 Hermanos del Necaxa al norte del municipio (Crucero a Tlapanaloya).
Parte de la herencia de los ingenieros, nos dejaron el béisbol que es practicado aun por personas mayores adultas como el C. Arnaldo Navarro Páez de 74 años de edad y Don Félix Vásquez Flores.
En la Presa del Bermejo y del Xocoyotl es grandioso para la Pesca moderada de Carpas.
El cerro de la ahumada o de la mesa grande, es un lugar apto un fin de semana con toda la familia para jugar el Gotcha, Arquería, Campismo, Shooting de todo tipo, Footing, escalinata, maratón con obstáculos y escalar peñas etc.

### Deportistas tequixquenses

Competencia de ciclismo de montaña en Tequixquiac.

- Diana Jaqueline Rodríguez Carrillo, destacada futbolista de la selección mexicana de fútbol femenil sub-17 por parte de la FMF, tendrá su participación en el mundial de la categoría celebrado en Azerbaiyán durante septiembre de 2012.[53]
- José Juan Escárcega Salazar, ciclista, que ganó el primer lugar en la Vuelta La Azulita en 2009-2010 de siete ediciones siendo partícipe en Venezuela, participó en los Juegos Panamericanos de Guadalaja 2011 y Canadá 2015 así como campeonatos mundiales y panamericanos, campeón nacional 2012 de la especialidad y seleccionado nacional en numerales ocasiones, deporte olvidado por las autoridades siendo practicado a nivel profesional.[54]
- José Razo Valencia, deportista profesional de lucha libre conocido como El Gallo Tapado, que en 1970 inició su carrera deportiva debutando en la arena San Agustín de Pantitlán, Distrito Federal, tuvo varias giras por la República Mexicana retirándose en 1990 donde su última presentación la realizó en el puerto de Acapulco, Guerrero, México.
- Marco Antonio Escarcega Salazar, ciclista que obtuvo medalla de bronce en el Campeonato Latinoamericano de Costa Rica en 2009 en la modalidad de Marathon bike y ha participado en competencias a nivel internacional como Campeonatos panamericanos de Mountain Bike y La Vuelta al Táchira en 2009 y 2010 en Venezuela de Ruta, así mismo se destaca tanto en el ciclismo de Ruta como en el Mountain Bike que es su especialidad se le destaca en recorridos largos y que exigen mucha resistencia recientemente obtuvo el 2° lugar en el Maratón Internacional en la Ciudad de Puebla (Popoike), 2010.[55]